# فهرست سرودهای ملی کشورها
فهرستی از سرودهای ملی کشورهای جهان

## آسیا
- سرود ملی جمهوری آذربایجان
- سرود ملی اردن
- سرود ملی افغانستان
- سرود ملی ایران
- سرود ملی اسرائیل
- سرود ملی پاکستان
- سرود ملی تاجیکستان
- سرود ملی سری‌لانکا
- سرود ملی عراق
- سرود ملی عربستان سعودی
- سرود ملی سوریه
- سرود ملی لبنان
- سرود ملی ارمنستان
- سرود ملی سنگاپور
- سرود ملی ازبکستان
- سرود ملی امارات متحده عربی
- سرود ملی اندونزی
- سرود ملی بحرین
- سرود ملی برونئی
- سرود ملی بنگلادش
- سرود ملی بوتان
- سرود ملی تایوان
- سرود ملی ترکمنستان
- سرود ملی تایلند
- سرود ملی تیمور شرقی
- سرود ملی چین
- سرود ملی ژاپن
- سرود ملی قرقیزستان
- سرود ملی کامبوج
- سرود ملی قزاقستان
- سرود ملی قطر
- سرود ملی کره جنوبی
- سرود ملی کره شمالی
- سرود ملی کویت
- سرود ملی گرجستان
- سرود ملی لائوس
- سرود ملی مالزی
- سرود ملی مغولستان
- سرود ملی میانمار
- سرود ملی نپال
- سرود ملی هند
- سرود ملی ویتنام
- سرود ملی یمن
- سرود ملی ترکیه
- سرود ملی فلسطین

## اروپا
- سرود ملی فرانسه
- سرود ملی گرینلند
- سرود ملی ایتالیا
- سرود ملی آلمان
- سرود ملی بریتانیا
- سرود ملی جمهوری چک
- سرود ملی اسلواکی
- سرود ملی هلند
- سرود ملی آلبانی
- سرود ملی اتریش
- سرود ملی اسپانیا
- سرود ملی اسلوونی
- سرود ملی اوکراین
- سرود ملی ایرلند
- سرود ملی ایسلند
- سرود ملی بلاروس
- سرود ملی بلژیک
- سرود ملی بلغارستان
- سرود ملی بوسنی و هرزگوین
- سرود ملی پرتغال
- سرود ملی استونی
- سرود ملی دانمارک
- سرود ملی رومانی
- سرود ملی سوئد
- سرود ملی سوئیس
- سرود ملی کرواسی
- سرود ملی لتونی
- سرود ملی لیتوانی
- سرود ملی لهستان
- سرود ملی لیختن اشتاین
- سرود ملی مالت
- سرود ملی مجارستان
- سرود ملی موناکو
- سرود ملی مونته‌نگرو
- سرود ملی نروژ
- سرود ملی واتیکان
- سرود ملی یونان

## آمریکا
- سرود ملی ایالات متحده آمریکا
- سرود ملی کانادا
- سرود ملی آرژانتین
- سرود ملی اروگوئه
- سرود ملی السالوادور
- سرود ملی اکوآدور
- سرود ملی باربادوس
- سرود ملی باهاما
- سرود ملی برزیل
- سرود ملی بلیز
- سرود ملی بولیوی
- سرود ملی پاناما
- سرود ملی پرو
- سرود ملی جامائیکا
- سرود ملی زیمبابوه
- سرود ملی کاستاریکا
- سرود ملی کلمبیا
- سرود ملی کوبا
- سرود ملی مکزیک
- سرود ملی نیکاراگوئه
- سرود ملی ونزوئلا
- سرود ملی هندوراس
- سرود ملی هائیتی

## آفریقا
- سرود ملی اتیوپی
- سرود ملی الجزایر
- سرود ملی مراکش
- سرود ملی آفریقای جنوبی
- سرود ملی آنگولا
- سرود ملی تانزانیا
- سرود ملی اوگاندا
- سرود ملی بوروندی
- سرود ملی تونس
- سرود ملی جیبوتی
- سرود ملی ساحل عاج
- سرود ملی سودان
- سرود ملی سودان جنوبی
- سرود ملی کنیا
- سرود ملی گابون
- سرود ملی ماداگاسکار
- سرود ملی لیبی
- سرود ملی مالدیو
- سرود ملی مصر
- سرود ملی موریتانی
- سرود ملی موریس
- سرود ملی موزامبیک
- سرود ملی نامیبیا
- سرود ملی نیجریه

## اقیانوسیه
- سرود ملی استرالیا
- ایالات فدرال میکرونزی
- سرود ملی پاپوآ گینه نو
- سرود ملی تونگا
- سرود ملی نائورو

## اوراسیا (اروپا و آسیا)
- سرود ملی روسیه
- سرود ملی ترکیه

## مناطق و جمهوری‌های خودمختار
- سرود ملی کردستان
- سرود ملی اوستیای جنوبی